# Szymon Rundstein
Szymon Rundstein (ur. 19 lub 24 listopada 1876 w Warszawie, zm. w sierpniu 1942 w obozie zagłady w Treblince) – polski prawnik, teoretyk i filozof prawa, znawca prawa cywilnego, prawa handlowego oraz prawa międzynarodowego, współtwórca polskiego prawa traktatowego, adwokat, nauczyciel akademicki Uniwersytetu Berlińskiego i profesor Wolnej Wszechnicy Polskiej, specjalista w zakresie prawa międzynarodowego. Wysoki urzędnik Ministerstwa Spraw Zagranicznych.

## Życiorys
Syn Markusa (Majera) Rundsteina (1851-1923), ławnika Zarządu Miejskiego m.st. Warszawy i Amelii z Wyszogrodów. Urodził się w zasymilowanej rodzinie żydowskiej. Miał młodszą siostrę Zofię (1879-1940), żonę Aleksandra Fryszmana (1874-1939), warszawskiego lekarza (szerzej w artykule A. Redzika). 
W 1894 r. ukończył siedmioklasowe rosyjskie II Rządowe Gimnazjum Filologiczne, które mieściło się w gmachu przy Nowolipkach 11. W latach 1894–1898 odbył studia na Wydziale Prawa Cesarskiego Uniwersytetu Warszawskiego. Ukończył je z najwyższym wyróżnieniem. Następnie studiował na uniwersytecie w Heidelbergu, gdzie w 1900 r. uzyskał stopień naukowy doktora praw. Następnie wyjechał do Berlina, gdzie pracował na uniwersytecie pod kierunkiem znanego niemieckiego profesora prawa Josefa Kohlera (1849-1919). Adam Redzik wskazuje, że:
„w 1902 r. Rundstein zdradzał jednak już znudzenie niemieckim mistrzem. W recenzji jednego z ważniejszych dzieł Kohlera (Einführung in die Rechtswissenschaft (Lipsk 1902), którą opublikował na łamach „Gazety Sądowej Warszawskiej” (nr 11, s. 140-141, nr 13, s. 170-171) zarzucił Kohlerowi, że jego dzieło dla teorii prawa niewiele wnosi i stwierdził, że niemiecki profesor powtarza „ogólniki przeżute”. Przeciwstawił mu polskiego uczonego wykładającego w Petersburgu – Leona Petrażyckiego, którego nowatorskie poglądy zyskiwały coraz większą popularność w świecie nauki. Niebezkrytycznie wskazywał, że – w przeciwieństwie do Kohlera – Petrażycki miał zapędy „fantazyjne i buńczuczno śmiałe”, co powodowało, że można było z nimi polemizować i „stanąć do walki”. 
W 1904 r. urodził mu się syn Jerzy. W 1906 powrócił do Warszawy. Został adwokatem. Zaangażował się w tworzenie zrębów polskiej państwowości. 
W 1913 był wraz z Karolem Lutostańskim, Stanisławem Posnerem i Zygmuntem Nagórskim współzałożycielem czasopisma „Themis Polska” (latach 1913–1915 pełnił funkcję jego redaktora naczelnego).
Był syjonistą oraz działaczem na rzecz niepodległości Polski. W październiku 1917 został zatrudniony w Departamencie Politycznym Tymczasowej Rady Stanu. 
W trakcie wojny polsko-bolszewickiej był delegatem na rozmowy do Mińska (1920 r.), a następnie do Rygi (1921 r.). Zabiegał o zwrot polskich dzieł kultury z Rosji. Szymon Rundstein był współautorem, a wg niektórych autorem polskiej ustawy o obywatelskie z 1920 r., za co spotykała go poważna krytyka ze strony organizacji żydowskich. 
Od 1918 do 1926 w charakterze radcy był naczelnikiem Wydziału Prawnego Ministerstwa Spraw Zagranicznych. Był negocjatorem polskim w rokowaniach z innymi państwami (należał do grupy negocjacyjnej przy Traktacie Wersalskim i Traktacie Ryskim). Po 1926 działał jako „kontraktowy iuris consultus”
W latach 1923–1939 był członkiem Komisji do Stopniowej Kodyfikacji Prawa Międzynarodowego Ligi Narodów. 
Od 1927 był profesorem prawa międzynarodowego w Wolnej Wszechnicy Polskiej i kierownikiem Katedry Prawa Międzynarodowego. W 1928 i 1933 r. prowadził wykłady w elitarnej Akademii Prawa Międzynarodowego w Hadze.
Działał w Towarzystwie Prawniczym w Warszawie, Towarzystwie Naukowym Warszawskim oraz w Polskim Oddziale Towarzystwa Prawa Międzynarodowego. Publikował w „Gazecie Sądowej Warszawskiej”, „Orzecznictwie Sądów Polskich”, „Palestrze”, „Przeglądzie Prawa Handlowego”.
Był współtwórcą MSZ, a wraz z Julianem Makowskim byli w okresie II RP głównymi twórcami polskiego prawa i praktyki traktatowej. Miał ogromne zasługo w pracach nad kodyfikowaniem prawa międzynarodowego. W literaturze podnosi się, że dzięki Rundsteinowi Polska była „w awangardzie krajów europejskich w odniesieniu do regulacji bezpaństwowości” (Dorota Pudzianowska).
Był rzecznikiem Polski w słynnym sporze z Niemcami o rozumiecie treści Traktatu Wersalskiego oraz umów dodatkowych w przedmiocie prawa do reprezentacji Wolnego Miasta Gdańska przed Międzynarodową Organizacją Pracy (dalej: MOP). „Sprawa trafiła wówczas pod osąd Stałego Trybunału Sprawiedliwości Międzynarodowej w Hadze, który po tygodniowej rozprawie uznał wyłączne uprawnienia Polski do reprezentowania Wolnego Miasta Gdańska za granicą oraz wyłącznego zastępowania go w MOP”. Z kolei w 1929 r. reprezentował Polskę w Madrycie w sporze z niemieckim ministrem spraw zagranicznych dotyczącym zarzutu łamania praw mniejszości niemieckiej. 
Po napaści w 1939 Niemiec na Polskę zrezygnował z wyjazdu za granicę (miał zaproszenie z uczelni brytyjskich i szwajcarskich). Po zburzeniu jego mieszkania w Warszawie przy ul. Tłomackie 6 w trakcie oblężenia stolicy we wrześniu 1939 znajdował się pod opieką dr. Stanisława Bukowieckiego. Wraz z rodziną został jednak przesiedlony do getta warszawskiego. W sierpniu 1942 został z żoną, córką oraz wnukiem (lub wnuczką) wywieziony do obozu zagłady w Treblince, gdzie wszyscy zostali zamordowani. Wojnę i okupację przeżył syn Jerzy.  
2 maja 1922 został odznaczony Krzyżem Komandorskim Orderu Odrodzenia Polski - za zasługi dla obudowy Polski na forum międzynarodowym.

## Znaczenie
W biogramie autorstwa Krzysztofa Pola zamieszonym w internetowym Leksykonie prawników polskich tak opisano jego dokonania: „W dziejach polskiej myśli prawniczej XIX i XX w. trudno znaleźć bardziej wszechstronnego uczonego niż Szymon Rundstein. Należał on bowiem do najwybitniejszych prawników europejskich i dogmatyków prawa w Polsce, a jego bogaty dorobek naukowy stawiano na równi z dorobkiem takich uczonych jak: L. Petrażycki, W. L. Jaworski, F. Zoll (mł.) czy S. Wróblewski. Potrafił przy tym zadziwiająco łączyć rozległą wiedzę uczonego z umiejętnościami prawnika-praktyka: adwokata-cywilisty, wybitnego znawcy i negocjatora traktatów międzynarodowych, kodyfikatora i legislatora w Lidze Narodów i Akademii Prawa Międzynarodowego oraz sędziego Stałego Trybunału Arbitrażu w Hadze.”

## Wybrane publikacje
- Zadania ogólne teorii prawa (1899)
- Reforma kodeksu karnego w Niemczech (1902)
- Luki w prawie (1903)
- Zarys postępowania kartelowego (1903)
- O etycznie obojętnych przepisach prawa (1903)
- Sądy polubowne a prawo stanowione (1903)
- Das Recht der Kartelle (Berlin 1904).
- Die Tarifverträge im französischen Privatrecht (Leipzig 1905)
- Die Tarifverträge und die Moderne Rechtwiesenschaften: Eine Rechtsvergleichende Untersuchung (Leipzig 1906).
- Studya i szkice prawne (Lwów 1904).
- Umowa pracy w cywilistyce współczesnej (1907)
- Zasady i kierunki międzynarodowego prawa upadłościowego  (1908)
- Orzecznictwo jako źródło prawa (1913),
- O socyologicznych podstawach wykładni prawa (1914)
- Wojna powietrzna wobec prawa (1915)
- Przyczynki do teorii deliktu międzynarodowego (1916)
- Wykładnia prawa i orzecznictwo (1916)
- Idea prawa narodów (1917)[7]
- Drogi prawa narodów (1919)
- Obywatelstwo a opcja w traktacie rzymskim (1921)
- Zasady teorii prawa (1924)[8]
- Ustawa o obywatelstwie Państwa Polskiego (Warszawa 1924, wyd. 2, Warszawa 1927).
- Polska ustawa o obywatelstwie i Traktat wersalski (1924)
- La loi polonaise de 1920 sur la nationalité et les traités de Versailles (1924)
- Arbitrage international en matière privée (1928)
- nowoczesnych tendencjach prawa konstytucyjnego (1931)
- Narodowo-socjalistyczna doktryna prawa narodów (1935)
- Międzynarodowe ujednostajnienie sądownictwa polubownego (1936)
- Zagadnienie teorii prawa w orzecznictwie cywilnym Sądu Najwyższego (1938)
- W poszukiwaniu prawa cywilnego (1939)[4][9]